# Mekano
Mekano fue un programa de televisión chileno de corte juvenil, producido y emitido por la estación privada Mega. El espacio generó a lo largo de los años una serie de admiradores, detractores y se convirtió en uno de los programas juveniles más vistos de la televisión en Chile. Es conocido por ser un semillero de figuras televisivas y del espectáculo.
Sus primeras emisiones comenzaron en 1997 con la animación de Verónica Calabi, quien estuvo hasta 1998, y de José Miguel Viñuela, quien se mantuvo a cargo de la conducción del espacio por siete años, hasta el verano de 2005. Luego tendría un breve y accidentado paso en la conducción el animador Javier Olivares.
Luego de la salida de Olivares, Pía Cichero siguió a cargo de la conducción junto a Alejandro Arriagada, quien más tarde fue sucedido por el actor Juan Pablo Sáez. Entre 2005 y 2007 el programa tuvo una serie de cambios en su formato, incursionando en las competencias de talento, el formato reality, entre otros, y comenzó a perder televidentes. Terminó en 2007 con Viñuela en la conducción de los últimos capítulos.
Tras su término, el director del espacio, Álex Hernández, emigró a Chilevisión, donde aplicó el formato de Mekano en un nuevo programa, Yingo, que se emitía en la misma franja horaria en que se transmitía su anterior espacio, esta vez, con mucho menos éxito mediático, y con un tercio del índice de audiencia del original.

## Historia

### Los primeros años (1997-2001)
Mekano empezó en 1997 como un programa juvenil de conversación, enfocado en los gustos de la adolescencia y la juventud universitaria de aquella época, siguiendo la línea de Extra Jóvenes. Era emitido solo los días sábado a mediodía sumándose más tarde los domingos, en 2001 cambió al horario clásico en la tarde de lunes a viernes.
Su primera conductora fue la periodista y ex Miss 17 Verónica Calabi junto al periodista José Miguel Viñuela. Tras la salida de Calabi en 1998,  Viñuela lideró el programa por siete años, y lo acompañaron en la conducción diversos panelistas como Pamela Díaz, Cathy Barriga, Carola Zúñiga y Macarena Ramis  en secciones relacionadas con la moda y Andrés Baile, encargado de las noticias del espectáculo.

### Llegada del Axé y apogeo (2001-2003)

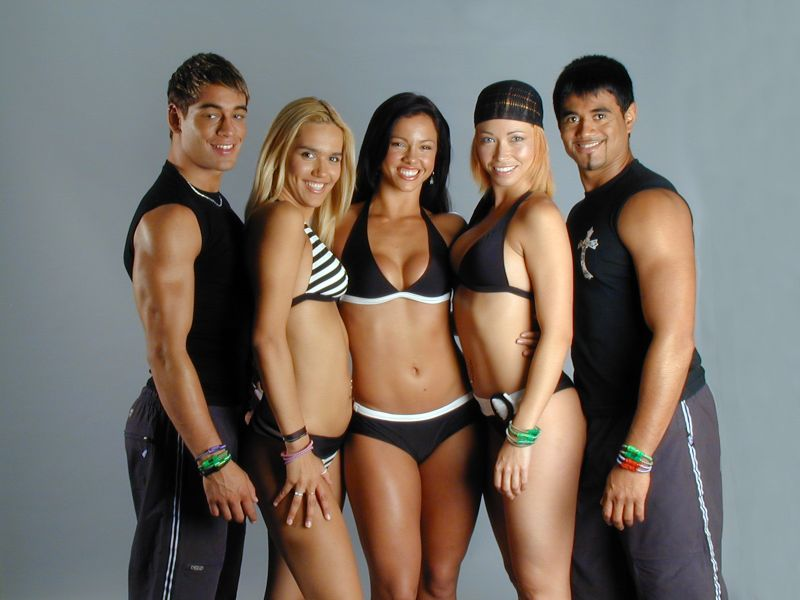
Porto Seguro, grupo de axé que se hizo popular en Mekano.

Tras años buscando fórmulas para posicionarse al público, Mekano finalmente alcanzó gran éxito a partir de 2001 gracias a 2 elementos: la irrupción del Axé, ritmo proveniente de Brasil que se transformó en todo un boom musical en Chile gracias a las coreografías del grupo de baile Axé Bahía y la consolidación del Team Mekano (originalmente llamado Ballet Mekano), un grupo de jóvenes bailarines que imponían los éxitos del momento en sus coreografías, además de participar en las secciones del programa. En enero de 2002 Axé Bahía abandonó el programa al ser contratados por TVN, siendo reemplazados más tarde con Porto Seguro, que alcanzó un éxito igual o mayor; en el verano, el programa inicio una residencia en las playas de Reñaca, Viña del Mar que duró hasta 2006, sumándose nuevos integrantes al Team y como banda estable el grupo chileno-brasileño Café con Leche. A lo largo del 2002, el programa se consolidó como el más visto en su horario, marcando sintonías por sobre las 30 unidades, lográndose en agosto de ese año un peak de 52 puntos cuando José Miguel Viñuela se dio un beso con Catalina Palacios quien en ese entonces era parte del Team Mekano, todo un récord para el horario juvenil.
A fines del 2002, el programa era todo un fenómeno y se autoproclamaron como "el primer reality show" chileno con el programa anexo Refugio Mekano, que gozó también de buen éxito, adelantándose algunas semanas a Protagonistas de la Fama, de Canal 13. Entre los años 2002 y 2004 fue el período como mayor éxito en sintonía de este programa, llegando a ser catalogado "el mejor programa juvenil de la televisión hispanoamericana".[cita requerida]
Cabe mencionar que el ritmo brasileño Axé no fue el único estilo que se hizo popular gracias a este espacio juvenil, puesto que también lo hizo el ritmo plena rioplatense originario de Uruguay, con bandas muy recordadas como Chocolate Latino, Mayonesa, Monterrojo, entre otros y canciones como Taca Taca de Gaitanes.

### Declive y reformulación parcial (2003-2005)
Refugio Mekano y la temporada del programa finalizó el 23 de diciembre de 2002, llevando al equipo a tomarse vacaciones y emitir programas con lo mejor del año. Sin embargo, esto permitió que el programa de TVN Rojo Fama Contrafama, su nueva competencia, se convirtiera en un fenómeno, quitándole el liderazgo del horario y llevando al programa a mínimos de rating no vistos desde hace tiempo.  A lo largo de 2003, Mekano buscó su reformulación, a través de una paulatina renovación de nombres en el Team  y la creación de miniseries donde parte del Team mostraba su faceta actoral, destacándose Carla Jara y Philippe Trillat. Las miniseries lograron un gran éxito de sintonía, destacándose Don Floro, Xfea2 y EsCool, que permitieron el rearme del área dramática del canal, que unos años más tarde lanzaría telenovelas como Montecristo y Fortunato. En 2004, se destacó la creación y difusión de sus propios artistas, como lo fueron Rigeo y Karen Paola, siendo éxito en ventas de discos. La popularidad del programa volvió y el rating subió, sin embargo no lograron superar a largo plazo a Rojo.
A la baja del índice de audiencia del espacio, se sumó la salida de Viñuela, quien asumió un nuevo rol en Mega, pasando a conducir el matinal Mucho gusto, junto a Magdalena Montes.  Dicho animador tuvo su despedida del programa el 24 de enero de 2005, en la playa Las Salinas de Viña del Mar,  siendo reemplazado por Javier Olivares, ex animador del programa juvenil Tremendo choque de Chilevisión. Sin embargo, conflictos con el director del programa Alex Hernández llevaron a su salida en noviembre de 2005.  Desde entonces asumieron la conducción del programa integrantes del Team como Alejandro Arriagada y Pia Ciccero.

### Mekano: El juego se acabó(2006)
En 2006 el índice de audiencia vuelve a caer y se despiden a casi todos los integrantes antiguos, quedando solo los más insignes. El programa se reformula como Mekano, el juego se acabó, proyecto que tenía como novedad una competencia entre tres equipos (rojo, azul y verde) por continuar en el programa y llegar a la final para optar por un departamento.  A mediados de ese año asumió la conducción del programa el actor Juan Pablo Sáez acompañado de Ciccero. La competencia duró por más de siete meses, siendo finalmente vencedora la cantante Valeria Mellado.

### Mekano: La Akademiay salida del aire (2007)
Durante el 2007 se desarrolló Mekano: La Akademia [sic], una mezcla entre reality show y concurso (un formato similar a Mekano: El Juego Se Acabó), donde 21 jóvenes debían vivir en el tercer piso del canal, para participar por un departamento. La conducción de esa temporada seguiría a cargo de Sáez y Ciccero, sin embargo, Ciccero fue despedida del programa, destapando conflictos con Sáez. Con el paso del tiempo, Fernanda Hansen se convirtió en la coanimadora de programa, el cual fue ganado por la cantante Karen Olivier.
El 13 de febrero del 2007, el director del programa Álex Hernández, presenta su renuncia a Mega para irse a Chilevisión.
El 3 de marzo del mismo año, Mekano se viste de luto, tras fallecer una de sus integrantes: Paola Oportus, de tan solo 21 años de edad, víctima de un tumor cerebral.
En mayo de 2007, se anunció su salida del aire; como forma de despedirse y coincidiendo con la celebración de los 10 años del programa, regresaron los integrantes históricos del Team, además de Viñuela, quien condujo las últimas tres semanas del espacio.  El programa finalizó el 8 de junio de ese año, con un show en el estadio Víctor Jara.

## Participantes
Desde 2001, el programa contaba con la presencia de jóvenes bailarines, quienes recibieron el nombre del Team Mekano (originalmente, Ballet Mekano) quienes bailaban e imponían coreografías de los éxitos del momento; con el éxito del programa, se transformaron en figuras connotadas del espectáculo. Aquí la lista de sus integrantes más emblemáticos:
| Participante                    | Nacionalidad | Reseña | Años                 |
| ------------------------------- | ------------ | --- | -------------------- |
| Catalina Palacios               | Chile        | Cantante y animadora de Yingo de Chilevisión, Zoolo TV y de otros programas de Mega. | 2002-2003            |
| María Isabel Indo (Chabe)       | Chile        | Actriz, bailarina, exparticipante de Fiebre de Baile y 40° grados. | 2001-2005            |
| Monserrat Torrent (Monti)       | Chile        | Animadora, modelo, bailarina. Trabaja en Bang TV en el programa Bang. | 2001-2007            |
| Carla Jara                      | Chile        | Actriz. Participó en Pelotón y Fiebre de baile. | 2001-2005            |
| Cathy Barriga                   | Chile        | Cantante, casada con el hijo de Joaquín Lavín, Joaquín Lavín León, político nacional. Participante de Fiebre de baile. Fue alcaldesa de Maipú (Chile) (2016-2021)                                                                     | 2001-2003            |
| Pia Ciccero                     | Chile        | Animadora, cantante y modelo. | 2001-2003; 2005-2007 |
| Philippe Trillat                | Chile        | Actor, pintor, exintegrante de Calle 7 y 40 ó 20. | 2003-2005            |
| Paola Oportus                   | Chile        | Falleció de un tumor cerebral a los 21 años. | 2002-2006            |
| José Reyes                      | Chile        | Bailarín. | 2001-2003            |
| Sergio Aguirre                  | Chile        | Bailarín, productor y cantante bajo el nombre de Master Se. | 2002-2007            |
| Romina Sáez                     | Chile        | Animadora de Bang junto a Monti en Bang TV. | 2002-2003            |
| Fernanda Brass                  | Brasil       | Modelo, bailarina y empresaria. Apareció en Teatro en Chilevisión. | 2002-2006            |
| Amanda Cibelli                  | Brasil       | Modelo y bailarina. | 2001; 2003-2006      |
| Ruth Gamarra                    | Paraguay     | Modelo y exintegrante de Yingo y expanelista de Intrusos. | 2003-2006            |
| Karen Paola                     | Chile        | Cantante, exjurado de Yingo y exintegrante de Calle 7. Pareja de Juan Pedro Verdier. Posteriormente en Mucho gusto. | 2003-2006            |
| Juan Pedro Verdier              | Uruguay      | Modelo, pareja de Karen Paola, excomentarista técnico y exparticipante de Calle 7. Panelista de La mañana de Chilevisión. | 2003-2006            |
| Diego Morrison                  | Chile        | Modelo y bailarín | 2003-2005            |
| Rose Marie Segura               | Chile        | Modelo, exintegrante de La muralla infernal de Mega, Calle 7 de TVN y otros programas. | 2002-2006            |
| Nicole Pérez                    | Chile        | Actriz y bailarina. | 2002-2005            |
| Daniela Aránguiz                | Chile        | Modelo y bailarina, esposa del futbolista Jorge Valdivia. | 2003-2006            |
| Francoise Perrot                | Chile        | Modelo, exintegrante de Yingo y Pelotón, exesposa de Edmundo Varas. | 2003-2005            |
| Guadalupe Fernández (Lupe)      | Argentina    | Modelo y bailarina | 2002; 2005           |
| Paloma Fiuza "Pop´s"            | Brasil       | Ex Porto Seguro. | 2002-2003            |
| Franciane Brandao (Fran)        | Brasil       | Ex Porto Seguro. | 2002-2003            |
| Cherry de Paula                 | Brasil       | Ex Porto Seguro | 2002-2003            |
| Viví Rodrigues                  | Brasil       | Bailarina, ex Porto Seguro y exintegrante de Granjeras y 1910. | 2002; 2005           |
| Fabrizio Vasconcellos           | Brasil       | Ex Porto Seguro, ganador de La Isla Vip, 1910 y Fiebre de baile. | 2002; 2005           |
| Thiago Cunha                    | Brasil       | Ex Porto Seguro | 2002-2003; 2005      |
| Indio Costa                     | Brasil       | Ex Porto Seguro | 2002-2003            |
| Bruno Zaretti                   | Brasil       | Integrante de Axé Bahía, artista exclusivo de Televisa. | 2001                 |
| Francini Amaral                 | Brasil       | Bailarina y modelo, integrante de Axé Bahía y exchica Rojo. Participó en Pelotón, ganadora de fiebre de baile Especial II, y en Mi nombre es... de Canal 13 en su formato VIP.                                                        | 2001                 |
| Flaviana Seeling                | Brasil       | Integrante de Axé Bahía. Participante de Fiebre de baile V. | 2001                 |
| Jociney Barbosa                 | Brasil       | Ex Axe Bahía. | 2001                 |
| Jefferson Barbosa               | Brasil       | Ex Axe Bahia. Fallecido en 2016 | 2001                 |
| Rony Munizaga (Rony Dance)      | Chile        | Exparticipante de Calle 7. | 2002-2005            |
| Rogerio de Farías               | Brasil       | Exparticipante de Calle 7. | 2003-2007            |
| Ricardo Ribeiro (Caco)          | Brasil       | Bailarín | 2003-2007            |
| Luciano Cardoso (Maluco)        | Brasil       | Vocalista de Café con Leche | 2002-2003            |
| Alejandro Arriagada             | Chile        | Exparticipante de Calle 7, ex Café con Leche. | 2002-2007            |
| Bianki Fernandes                | Brasil       | Músico, ex Café con Leche | 2002-2004            |
| Rigeo                           | Chile        | Ex coanimador de Calle 7, Cantante con discos de oro y plata. Hermano de Daniela Aránguiz. | 2003-2007            |
| Julio Rivera                    | Chile        | Cantante, exparticipante de Operación Triunfo Chile. | 2004-2006            |
| Juan Carlos García (Juan-K)     | Chile        | Cantante, exparticipante de Operación Triunfo Chile. | 2003-2005            |
| José Miguel Puyol               | Chile        | Cantante. Ganador de ADN: Artistas de nacimiento de Canal 13 | 2004-2005            |
| Ximena Abarca                   | Chile        | Cantante. Ganadora de Protagonistas de la música. | 2005-2006            |
| Yamna Lobos                     | Chile        | Bailarina, estuvo en generación 2000 del programa Venga Conmigo de Canal 13, Rojo de TVN, conductora de Danz y Soundtrax de Bang TV, exjurado de Yingo de CHV, participante de Mundos Opuestos de Canal 13 y Secreto a voces de Mega. | 2001-2002            |
| Anggy Baez                      | Chile        | Estudiante de enfermería. |                      |
| Misael G Henriquez A            | Chile        | Estudiante. |                      |
| José Luis Bibbó (Joche)         | Argentina    | Modelo, ganador del reality 40 o 20 de Canal 13. | 2005                 |
| Belén Muñoz                     | Chile        | Modelo y anterior participante de Calle 7. Pareja de Francisco Rodríguez Prat. | 2004                 |
| Francisco Rodríguez Prat        | Chile        | Exintegrante de Calle 7 de TVN. Ganador del reality de TVN Pelotón IV, tercera temporada de Calle 7, duodécima temporada de Calle 7 y de tercera temporada de Calle 7 Paraguay. Integrante del grupo musical Parchi.                  | 2006-2007            |
| Carolina "La Rancherita" Molina | Chile        | Cantante, participó en Año 0 y Fiebre de baile. | 2005-2006            |
| Ariela Medeiros                 | Brasil       | Modelo y empresaria. | 2003-2004            |
| Maite                           | Cuba         | Modelo. |                      |
| Pato Team                       | Chile        | Modelo, bailarín, productor de Secreto a voces. |                      |
| Pepa                            | Chile        | Modelo. |                      |
| Jocelyn Díaz                    | Chile        | Modelo, ex Yingo y Calle 7. |                      |
| Dania Pavez                     | Chile        | Actriz y modelo, exchica Yingo y postulante de Calle 7. |                      |
| Faloon Larraguibel              | Chile        | Modelo, exintegrante de Yingo y Baila al ritmo de un sueño. Participó en Mekano desde los 14 años. | 2004                 |
| Karen Olivier                   | Chile        | Cantante, postuló a Latin American Idol. Ganadora de Mekano: La akademia. | 2006-2007            |
| Patricia Oliva                  | Chile        | Exchica Rojo y Tremendo choque. | 2003                 |
| Bruna                           | Brasil       | Exchica axé. |                      |
| Valeria Mellado                 | Chile        | Ganadora de Mekano: El juego se acabó. | 2006                 |
| Daniela Palacios                | Chile        | Hermana de Catalina Palacios. |                      |
| Nicole "Luli" Moreno            | Chile        | Modelo de discotecas. Trabajó en el canal Bang TV. Participó en el reality Amor a prueba del canal Mega | 2006                 |
| Lidia Gutiérrez                 | Chile        | Exparticipante de Granjeras. Trabajó en Telecanal. |                      |
| Andrea Bucaram                  | Ecuador      | Exchica Rojo. |                      |
| Pamela Díaz                     | Chile        | Modelo, conocida como La fiera. Expanelista de SQP, MQH, exjurado de Yingo, exparticipante de La Granja, exanimadora de Primer plano, ganadora del programa de Chilevisión Fiebre de baile V.                                         |                      |
| Paloma Fuentes                  | Chile        | Modelo. |                      |
| Jacqueline Gaete                | Chile        | Exmodelo de Morandé con compañía, exparticipnte de Año 0, exparticipante de Calle 7, exparticipante de Salta si puedes y actual integrante de Calle 7 Ecuador.                                                                        | 2006-2007            |

## Otras participaciones
- Pamela Le Roy - Coanimadora
- Macarena Ramis - Coanimadora
- Stefan Kramer - Humor, imitaciones
- Sarita Vázquez - Sección de amor
- Juan Andrés Salfate y Pera Cuadra - Sección de cine
- Fernanda Hansen - Animadora y jurado
- Mateo Iribarren - Jurado y guionista de las miniseries.

## Discografía

### Discos del programa
- Verano 2002 Latino
- Furacão Brasil 2002
- Funk & Axé Music
- Ta Dominado
- Vicio
- Éxitos 2004
- Verano 2005
- Los éxitos del reggaeton
- El juego se acabó
- Akademia, Románticos
- Akademia, Los éxitos del rock latino
- Akademia, Pop latino
- Akademia, Reggaeton

### Discos de los artistas del programa
- Café con leche - Ta vivo Maluco
- Porto Seguro - Porto Seguro
- Karen Paola - Viva la noche
- Karen Paola - Komo tú
- Rigeo - Reality flow
- Rigeo - Rigeo 2: Knock Out
- Julio Rivera - Fuego de amor
- Ximena Abarca - Provocación

### Soundtracks de las teleseries del programa
- Amores urbanos
- Los hits musicales de EsCool

Carla Jara, María Isabel Indo (Chabe), Carolina Molina y Valeria Mellado anunciaron la grabación de sus discos pero estos nunca salieron a la venta.